# Paul Dolan
Kenneth Paul Dolan (né le 16 avril 1966 à Ottawa au Canada) est un joueur de soccer international canadien, qui évoluait au poste de gardien de but.

## Biographie

### Carrière en sélection
Avec l'équipe du Canada, il dispute 53 matchs (pour aucun but inscrit) entre 1984 et 1997. Il figure notamment dans le groupe des sélectionnés lors de la coupe du monde de 1986. Lors du mondial, il joue un match contre l'équipe de France.
Il participe également aux Gold Cup de 1991 et de 1996.
Il joue enfin la première édition de la Coupe du monde de futsal en 1989.

## Palmarès
Vancouver 86ers
- Ligue canadienne (2) :
  - Champion : 1990 et 1991.